# Nicky Shorey
Nicholas "Nicky" Shorey (Romford, 19 de Fevereiro de 1981) é um futebolista inglês que atua como lateral-esquerdo e atualmente defende o Portsmouth.
Em 2007 foi convocado para defender a Seleção Inglesa de Futebol, o que fez por duas oportunidades. Foi convocado, pela primeira vez, para disputar os jogos contra o Brasil e a Estônia, porém só o fez contra o Brasil em 1 de junho num jogo que terminou empatado em um gol. Seu segundo jogo foi em 22 de agosto de 2007, na derrota por 2 a 1 contra a Alemanha.